# Colibrí cuagroc
El colibrí cuagroc (Boissonneaua flavescens) és una espècie d'ocell de la família dels troquílids (Trochilidae) que habita la selva humida i vessants amb arbusts dels Andes de Colòmbia, oest de Veneçuela i oest de l'Equador.